# Eudora (álbum)
Para otros usos, véase Eudora.
Eudora es el tercer álbum lanzado por la banda The Get Up Kids. Fue lanzado el 27 de noviembre del 2001, es una recopilación de b-sides lanzados por la banda en Vagrant Records.
El CD contiene versiones de temas que habían sido grabados individualmente o en compilatorios. También incluye una serie de cover's, como "Suffragette City" de David Bowie, "Close to Me" de The Cure, "Regret" de New Order, "Beer for Breakfast" de The Replacements; "Alec Eiffel" de The Pixies, "Impossible Outcomes" de The Metroschifter y "On With the Show" de Mötley Crüe. También, "Burned Bridges", es una versión completamente retrabajada de la canción "Harvest Of Maturity" de la banda Coalesce, la anterior banda del teclista James Dewees.

## Lista de canciones
1. "Up On The Roof" - 2:44
2. "Suffragette City" - 3:20
3. "Central Standard Time" - 3:23
4. "Close To Me" - 3:24
5. "Forgive And Forget" - 3:24
6. "Regret" - 5:00
7. "Beer For Breakfast" - 1:37
8. "Newfound Mass (2000)" - 4:24
9. "Alec Eiffel" - 3:01
10. "Impossible Outcomes" - 3:31
11. "On With The Show" - 3:36
12. "Ten Minutes" - 3:05
13. "Anne Arbour" - 3:29
14. "Burned Bridges" - 3:02
15. "I'm A Loner Dottie, A Rebel" - 2:55
16. "Shorty" - 3:24
17. "The Breathing Method" 4:44

## Personal
- James Dewees - Teclado, Voz
- Matt Pryor - Guitarra, Voz
- Ryan Pope - Batería
- Jim Suptic - Guitarra, Voz
- Robert Pope - Bajo

- Datos: Q5406743